# Нульовий вектор
Нульовий вектор — це вектор на прямій (на площині, в просторі), довжина якого дорівнює нулю ({\displaystyle |{\vec {0}}|=0}). Позначається — {\displaystyle \mathbf {0} }, або {\displaystyle {\vec {0}}}. Його напрям не визначений. Можна вважати, що нульовий вектор має будь-який напрям, наприклад є одночасно паралельний і перпендикулярний до будь-якої площини, прямої чи вектора. В будь-якому іншому векторному просторі — це вектор, модуль якого рівний нулю.

## Властивості нуль-вектора
В геометрії нульовий вектор має такі властивості:
- Нуль-вектор є колінеарним до будь-якого іншого вектора: {\displaystyle {\vec {a}}||{\vec {0}}}
- Будь-які два нуль-вектори рівні між собою[2]
- Добутком нуль-вектора на число є нуль-вектор
- Сумою нуль-вектора {\displaystyle {\vec {0}}} і вектора {\displaystyle {\vec {a}}} є вектор {\displaystyle {\vec {a}}}
- Проєкцією нуль-вектора на пряму(площину) є нуль-вектор
- Проєкцією нуль-вектора на ненульовий вектор є число 0
- Якщо один з векторів у скалярному добутку є нуль-вектором, то добуток рівний нулю
- Якщо один з векторів у векторному добутку є нуль-вектором, то добуток рівний нуль-вектору
- Якщо один з векторів у мішаному добутку є нуль вектором, то добуток рівний нулю

## Зноски
1. 1 2 3  Weisstein, Eric W. Zero Vector. mathworld.wolfram.com (англ.). Процитовано 5 лютого 2024.
2. 1 2 3  Vector. Encyclopedia of Mathematics. Процитовано 5 лютого 2024.